# Bořivoj Šarapatka
Bořivoj Šarapatka (* 1. července 1959 Olomouc) je český krajinný ekolog a pedolog, vysokoškolský pedagog a politik, v letech 2010 až 2013 poslanec zvolený za stranu TOP 09.
V krajských volbách 2012 kandidoval za TOP 09 a STAN na post hejtmana v Olomouckém kraji. Hejtmanem sice zvolen nebyl, ale stal se zastupitelem Olomouckého kraje a předsedal zastupitelského klubu TOP 09 a Starostové. V krajském zastupitelstvu setrval do roku 2016.

## Vzdělání, profese a rodina
Po vysokoškolských studiích na Vysoké škole zemědělské v Brně (současná Mendelova univerzita v Brně) a postgraduálním vzdělání na Přírodovědecké fakultě Univerzity Palackého v Olomouci se zabýval projekcí optimalizace využívání krajiny a zemědělského hospodaření v ní. Od roku 1990 působí na Přírodovědecké fakultě Univerzity Palackého v Olomouci, nejdříve jako odborný asistent, od roku 1996 jako docent a od roku 2005 pak jako profesor. Na Mendelově univerzitě obhájil disertační práci a na Univerzitě Palackého práci habilitační. V roce 2003 obhájil doktorát na Švédské univerzitě zemědělských věd v Uppsale a profesorem byl jmenován roku 2005 na Slovenské zemědělské univerzitě v Nitře v oboru krajinné inženýrství. V letech 1994 – 2001 byl proděkanem Přírodovědecké fakulty Univerzity Palackého pro organizaci a rozvoj, od roku 2001 do roku 2010 a dále pak od roku 2020 vedoucím Katedry ekologie a životního prostředí PřF Univerzity Palackého v Olomouci. V odborné činnosti se specializuje na optimalizaci využívání krajiny, ochranu půdy a na agroekologii. Bořivoj Šarapatka je ženatý. S manželkou Hanou, která je lékařkou, má dva syny.

## Politická kariéra
V letech 2002 – 2006 byl zastupitelem Statutárního města Olomouc za uskupení Zelení/Šance pro Olomouc. Poslancem Poslanecké sněmovny Parlamentu České republiky byl zvolen ve volbách 2010 v Olomouckém kraji. V Poslanecké sněmovně Parlamentu České republiky se v rámci svého mandátu v letech 2010 – 2013 zapojil do práce výboru pro životní prostředí, jehož byl místopředsedou. Dále byl členem Stálé delegace do Parlamentního shromáždění Organizace pro bezpečnost a spolupráci v Evropě.
V roce 2012 byl zvolen do Zastupitelstva Olomouckého kraje, byl předsedou zastupitelského klubu TOP 09 a Starostové.
Je členem TOP 09.
Ve volbách do Evropského parlamentu v roce 2014 kandidoval z pozice člena TOP 09 na 4. místě kandidátky TOP 09 a STAN. Získal 4 755 preferenčních hlasů, skončil na pátém místě v rámci kandidátky a vzhledem k zisku čtyř mandátů pro TOP 09 a STAN se do Evropského parlamentu nedostal. V krajských volbách v roce 2016 obhajoval za TOP 09 post zastupitele Olomouckého kraje, ale neuspěl.